# Region Zachodni (Rumunia)
Zachodni region rozwoju (rum. Regiunea de dezvoltare Vest) jest jednym z 8 regionów rozwoju Rumunii. W granicach regionu znajduje się następujące okręgi:
- Okręg Arad
- Okręg Caraș-Severin
- Okręg Hunedoara
- Okręg Temesz (rum. Timiș)